# Ваља Раулуј (Валча)
Ваља Раулуј (рум. Valea Râului) насеље је у Румунији у округу Валча у општини Галича. Oпштина се налази на надморској висини од 222 m.

## Становништво
Према подацима из 2011. године у насељу је живело 501 становника.